# Rio Cernul
O Rio Cernul é um rio da Romênia, afluente do Tazlău, localizado no distrito de Bacău.